# Eisenbahnviadukt Głuszyca Górna
Das Eisenbahnviadukt Głuszyca Górna (bis 1945 Viadukt Oberwüstegiersdorf) ist eine Eisenbahnbrücke auf der Bahnstrecke Kłodzko–Wałbrzych in der Woiwodschaft Niederschlesien in Polen.

## Geschichte
Die Fachwerkbrücke wurde von 1879 bis 1880 gebaut. Zunächst wurde sie nur mit fünf eingleisigen Fachwerkträgern auf der Nordseite erbaut, da die Bahnstrecke zunächst nur eingleisig ausgebaut worden war. 1910 wurden fünf weitere Fachwerkträger auf der Südseite hinzugefügt, als die Bahnstrecke zweigleisig wurde.

## Beschreibung
Das Viadukt ist mit zehn Fachwerkträgern (fünf für jedes Gleis) ausgestattet, die auf den Rampen und auf drei Pfeilern aufliegen. Die mittleren Träger haben eine Verstärkung durch Fischbauchträger. Das Viadukt überquert in Głuszyca Górna (bis 1945 Oberwüstegiersdorf) die Bystrzyca (bis 1945 Schweidnitzer Weistritz).